# 복산초등학교
복산초등학교는 대한민국 울산광역시 중구에 있는 초등학교인데 아직 일제 시대 시절이던 1938년에 첫 개교되었다.

## 학교 연혁
- 1938년 4월 11일 복산공립심상소학교 개교
- 1941년 4월 1일 복산공립국민학교로 교명 변경
- 1947년 9월 1일 복산국민학교로 교명 변경
- 1969년 10월 1일 학성국민학교 분리
- 1978년 3월 1일 옥성국민학교 분리
- 1980년 5월 1일 함월국민학교 분리
- 2019년 3월 1일 구·사립 울산중학교로 임시 이전
- 2022년 3월 1일 제29대 강숙녀 교장 부임
- 2023년 9월 1일 신축 복산초 이전 개교
- 2024. 01. 19 제81회 졸업식(남 19, 여 17, 계 36명) 누계 15,983명
- 2024. 03. 01 2024학년도 29학급(특수학급1학급 포함), 유치원 3학급 편성